# محرف فحص الكتلة
حرف فحص الكتلة في الاتصالات السلكية والاتصالات اللاسلكية (بالإنجليزية: block check character)‏ هو حرف يضاف إلى كتلة إرسال لتسهيل اكتشاف الأخطاء.
في فحص التكرار الطولي وفحص التكرار الدوري ، يتم حساب أحرف فحص الكتلة وإضافتها إلى كل كتلة رسالة يتم إرسالها. تتم مقارنة خاصية فحص الكتلة هذه بحرف فحص الكتلة الثاني الذي يحسبه المستقبل لتحديد ما إذا كان الإرسال خاليًا من الأخطاء.